# Washington (Maine)
Washington è un comune degli Stati Uniti d'America, situato nello Stato del Maine, nella contea di Knox.